# 씨 오브 스타즈
《씨 오브 스타즈》(Sea of Stars)는 사보타주 스튜디오가 제작한 2023년 롤플레잉 비디오 게임이다. 개발사의 전작 《더 메신저 (2018)》와 세계관을 공유하며 닌텐도 스위치, 플레이스테이션 4, 플레이스테이션 5, 엑스박스 원, 엑스박스 시리즈 X/S 및 마이크로소프트 윈도우로 개발돼 2023년 8월 29일 발매됐다.
태양과 달의 힘을 가진 극점의 두 아이들 발레리와 자일이 주인공으로 연금술사의 음모에 맞서는 이야기를 그렸다. 16비트 게임기 시대와 유사한 복고풍 픽셀 그래픽을 사용했으며 최대 6명을 조종하는 턴제 전투와 퍼즐형 진행구조 게임플레이를 채택했다.
본래 2020년 3월 킥스타터에서 처음 공개돼 크라우드펀딩으로 개발비를 마련했다. 발매 당시 게임언론으로부터 긍정적인 평가를 받았다.

## 반응

### 평론
《씨 오브 스타즈》는 리뷰 애그리게이터 웹사이트 메타크리틱에서 윈도우 및 플레이스테이션 5판이 "대체적으로 긍정적인 평가", 스위치판이 "전폭적인 호평"를 기록했다.

### 흥행
《씨 오브 스타즈》는 발매 첫 날에 10만 장이 판매됐으며 첫 주만에 판매량 누계 25만 장을 돌파했다.